# HD73737
HD73737 — хімічно пекулярна зоря спектрального класу B9, що має видиму зоряну величину в смузі V приблизно  8,3.
Вона  розташована на відстані близько 1094,5 світлових років від Сонця.

## Пекулярний хімічний склад
Зоряна атмосфера HD73737 має підвищений вміст 
Si
.